# Senhora dos Remédios
Senhora dos Remédios is een gemeente in de Braziliaanse deelstaat Minas Gerais. De gemeente telt 10.588 inwoners (schatting 2009).

## Aangrenzende gemeenten
De gemeente grenst aan Alto Rio Doce, Capela Nova, Carandaí, Desterro do Melo en Ressaquinha.